# Krkavče
Krkavče (wł. Carcase) – wieś w Słowenii, w gminie miejskiej Koper. 1 stycznia 2018 liczyła 323 mieszkańców.